# Actaea bifida
Actaea bifida är en ranunkelväxtart som först beskrevs av Takenoshin Nakai, och fick sitt nu gällande namn av J. Compton. Actaea bifida ingår i släktet trolldruvor, och familjen ranunkelväxter. Inga underarter finns listade i Catalogue of Life.